# Federica de Hesse-Darmstadt
Federica Carolina Luisa de Hesse-Darmstadt (Darmstadt, 20 de agosto de 1752-Hannover, 22 de mayo de 1782) fue un miembro de la Casa de Hesse. No llegaría a ser duquesa de Mecklemburgo-Strelitz, ya que falleció antes de que su marido, Carlos Mecklemburgo-Strelitz, se convirtiera en duque en 1794.
Ella es la antepasada común más reciente matrilineal (directamente sólo a través de las mujeres) de la reina Margarita II de Dinamarca, el rey Guillermo Alejandro de los Países Bajos, el rey Alberto II de Bélgica, el rey Harald V de Noruega, y el gran duque Enrique de Luxemburgo.

## Biografía
Federica nació en Darmstadt. Era la hija mayor del príncipe Jorge Guillermo de Hesse-Darmstadt, segundo hijo del landgrave Luis VIII de Hesse-Darmstadt, y de la condesa María Luisa Albertina de Leiningen-Falkenburg-Dagsburg.
Se casó con Carlos de Mecklemburgo-Strelitz el 18 de septiembre de 1768, en Darmstadt. Tuvieron diez hijos. Dos de sus hijas se convirtieron en reinas consortes: Luisa, quien se casaría con el rey Federico Guillermo III de Prusia, y Federica, que se casaría con el rey Ernesto Augusto I de Hannover.
Federica murió de complicaciones derivadas de parto en Hannover, donde su marido era mariscal de campo de la brigada de los hogares. Después de su muerte, su marido se casó con la hermana menor de Federica, Carlota de Hesse-Darmstadt, en 1784. En 1794, su marido sucedió en el trono de Mecklemburgo-Strelitz como Carlos II, y en 1815, en el Congreso de Viena, fue elevado al título de gran duque.
Ella murió en 1782, a la edad de 29 años, dos días después de dar a luz a su décimo hijo, Augusta, que vivió un solo día. Federica está enterrada en la cripta real de la Iglesia de San Juan el Bautista, en Mirow.

## Descendencia
Federica y Carlos tuvieron diez hijos juntos, cinco de los cuales sobrevivieron hasta la edad adulta. Dos de las hijas se convertirían en reinas consortes alemanas. 
- Carlota Georgina (1769-1818), se casó en 1785 con el duque Federico de Sajonia-Altemburgo.
- Carolina Augusta (1771-1773).
- Jorge Carlos (1772-1773).
- Teresa (1773-1839), se casó con Carlos Alejandro, V príncipe de Thurn y Taxis.
- Federico Jorge (1774-1774).
- Luisa (1776-1810), se casó con el rey Federico Guillermo III de Prusia.
- Federica (1778-1841), se casó en primeras nupcias con el príncipe Luis Carlos de Prusia, en segundas nupcias con el príncipe Federico Guillermo de Solms-Braunfels, y luego con el rey Ernesto Augusto I de Hannover.
- Jorge (1779-1860), sucedió a su padre como gran duque de Mecklemburgo-Strelitz.
- Federico Carlos (1781-1783).
- Augusta Albertina (1782-1782).